# Helena Freitas
Helena Maria de Oliveira Freitas, ou simplesmente Helena Freitas como é mais conhecida (Mogege, Vila Nova de Famalicão, 24 de setembro de 1962), é uma professora universitária e política que se debate pela ecologia.

## Biografia
Formada em biologia em 1985, na Universidade de Coimbra, doutorou-se em 1993 em Ecologia, especialidade de Taxonomia e Ecologia Vegetal, pela Faculdade de Ciências e Tecnologia da Universidade de Coimbra (FCTUC) e em colaboração com a Universidade de Bielefeld, Alemanha. Depois realizou um pós-doutoramento na Universidade de Stanford, EUA, em 1994/95.
Enquanto Professora Catedrática, exercido no Departamento de Botânica da Universidade de Coimbra, a sua principal área de investigação é a referida ecologia vegetal, com especial incidência sobre a ecofisiologia de populações e comunidades vegetais terrestres e costeiras.
Foi igualmente professora Catedrática do Departamento de Ciências da Vida (DCV), da FCTUC, onde integrou o Conselho Científico e é detentora da Cátedra Unesco para a Biodiversidade e Desenvolvimento Sustentável.
Foi membro do Conselho Geral da Universidade de Coimbra (2011-2015).
Como Vice-Reitora, com as competências relativas às relações institucionais, ao desporto, à habitação universitária, ao polo de Alcobaça e aos museus, bem como o acompanhamento ao Estádio Universitário e ao Museu da Ciência, foi Diretora do Jardim Botânico da Universidade de Coimbra (2004 -2012).
Foi Presidente da Liga para a Proteção da Natureza (1999 e 2002) e foi ainda primeira Provedora do Ambiente e Qualidade de Vida de Coimbra (2002-2005) e também diretora do Centro de Ecologia Funcional.
Depois foi presidente da Sociedade Portuguesa de Ecologia e Vice-Presidente da Federação Europeia de Ecologia (2009 -2012).
Coordenou o Centro de Ecologia Funcional, uma unidade de investigação interdisciplinar no âmbito das Ciências Biológicas e Ambiente.
Desde 23 de Outubro de 2015 que exercia as funções de Deputada à Assembleia da República, eleita pelo Círculo Eleitoral de Coimbra, na lista do PS como independente, cuja lista encabeçava. Funções que deixou em 10 de Março de 2016.
Em 4 de março de 2016, foi elegida para dar apoio ao Gabinete do Primeiro-Ministro para exercer as funções de coordenadora da Unidade de Missão para a Valorização do Interior, com estatuto equivalente ao de subsecretária de Estado do XXI Governo Constitucional de Portugal, função que deixou em Julho de 2017. Isso, após o grande desastre que foi o incêndio de Pedrógão Grande, onde morreram mais de 64 pessoas vítimas do fogo e o facto de ter aparentemente tomado posições políticas contrárias, ao referido Governo de que fazia parte, sobre a sustentabilidade e ordenação da floresta.
Desde 2023, é sócia correspondente da Classe de Ciências da Academia das Ciências de Lisboa (9.ª Secção - Tecnologias, Conhecimento e Sociedade).

## Avaliação de trabalhos científicos
É orientadora ou co-orientadora de várias dissertações de Mestrado e de dissertações de Doutoramento, já aprovadas em provas públicas.
Foi membro do Painel de Avaliação das Candidaturas individuais a Bolsas de Mestrado, Doutoramento e Pós-doutoramento. Área de Ambiente do Ministério da Ciência e Tecnologia. (1998-2004). Coordenadora desde 2006.
Enquanto membro do Painel de avaliação esteve responsável das Acções Marie-Curie (FP6, UE, 2003); dos Projectos do Programa Ciência Viva. Ministério da Ciência e Tecnologia; dos projectos submetidos no âmbito da FP-6-2002-Glob-1, sub-prioridade Global Change and Ecosystems e de projectos BiodivERsA, ERA-net, EU; assim como, júri do Concurso Europeu para Jovens Cientistas (2003, 2004, 2005, 2006) e do Painel de Avaliação da European Science Foundation (ESF), EuroDIVERSITY.
Delegada Nacional do GBIF (Global Biodiversity Information Facility) desde Junho de 2006.
Teve igualmente o papel de júri do Prémio Universidade de Coimbra, 2006; l?oreal Ciência (2007; 2008; 2009); Prémio Business and Biodiversity, BES, 2007 e do BBVA Foundation Award for Scientific Research in Ecology and Conservation Biology (2008).
É uma dos 15 mil cientistas de 184 países signatários, em 13 de Novembro de 2017, através da publicação de um artigo na revista BioScience, que alertam que estão em curso danos ambientais “irreversíveis” e “substanciais” na Terra.

## Obras editadas
- A Mesma Origem Nocturna. Esculturas de Rui Chafes no Jardim Botânico[21]
- Missão Botânica (1927-1937)[22]
- Vamos Cuidar da Terra[23]
- Guia Prático para a Identificação de Plantas Invasoras de Portugal Continental[24]

Como a sua principal área de investigação é a ecologia vegetal, com especial incidência sobre a ecofisiologia de populações e comunidades vegetais terrestres e costeiras, escreveu também vários artigos cujas publicações se destacam:
- "Tipos de micorrizas em áreas sujeitas a diferentes usos do solo", Gonçalves, S.C., Sedlmayr, A., Castro, H., Gonçalves, M.T. e Freitas, H., Revista de Biologia, 2005:
- "Understory floristic heterogeneity within a Mediterranean oak forest: how much is explained by edaphic, spatial and overstory components?", Maltez-Mouro S., García, L.V., Marañón, T. & Freitas, H., Revista de Biologia, 2005;
- "Micorrizas em Ammophila arenaria - comparação entre dois sistemas dunares, Santos, J.; Schreck Reis, C.; Gonçalves, M.T. & Freitas, H., Rev. Biol., 2004;
- "Caracterização molecular por AFLP de isolados do fungo ectomicorrízico Cenococcum geophilum de solos ultramáficos do NE de Portugal", Portugal, A.; Vieira, R. & Freitas, H., Revista das Ciências Agrárias, 2004;
- "Aspectos cariológicos do fungo ectomicorrízico Cenococcum geophilum de áreas ultramáficas do NE de Portugal", Portugal, A, Vieira, R., Gonçalves, S.C. & Freitas, H., Boletim da Sociedade Broteriana, vol. LXX: 171-179, 2002.[25]

Publicou até ao momento mais de 100 artigos científicos em revistas internacionais indexadas.

## Prémios e Reconhecimentos
- 2024 - Prémios ACTIVA Mulheres Inspiradoras, na categoria Sustentabilidade.[26]